# 太田市北部運動公園
太田市北部運動公園（おおたしほくぶうんどうこうえん）は群馬県太田市上強戸町にある太田市立の都市公園（運動公園）である。現在は、八王子山公園の愛称を使用している。

## 概要
丘陵地帯にあるため、南側を走る北関東自動車道や群馬県道39号足利伊勢崎線からも一望できる。
4月から5月にかけては芝桜やネモフィラが見頃であり、10月から翌年の1月まではイルミネーションが見られる。
また、両イベント開催中は入場料を徴収される。

## 交通

### 公共交通
- 東武伊勢崎線太田駅よりタクシーで約15分。
- 東武桐生線 治良門橋駅（じろえんばしえき）より徒歩約30分。
※ 治良門橋駅にタクシーは基本的に常駐していないので、利用に注意を要する。

### 道路
- ETC搭載車は北関東自動車道太田強戸PA（スマートインター併設）からすぐ。
- 北関東自動車道太田桐生IC国道50号方面に進み、「只上」交差点を左折、次の立体交差を「伊勢崎」方面に進み約10分。

## 周辺
太田市北部運動公園のすぐ東側に太田吉沢ゆりの里があり、多数のユリが開花（6月初旬 - 7月中旬）していたが、主にイノシシの食害による壊滅的な被害により2018年度をもって閉園された。